# PSL (język opisu właściwości)
PSL (ang. Property Specification Language) – język opisu właściwości układów i systemów elektronicznych, kontrolowany przez standard IEEE Std. 1850.

## Historia
Język zaczął powstawać w roku 1994 w izraelskim oddziale firmy IBM (IBM Haifa Research Laboratory) pod nazwą Sugar. Początkowo stanowił składniowe uproszczenie logiki temporalnej CTL używanej w wewnętrznych projektach firmy. Z biegiem czasu język został wzbogacony o nowe operatory i wyrażenia regularne. W marcu 2001 Sugar 1.0 został przekazany organizacji Accellera jako jeden z kandydatów na standardowy język opisu właściwości (ang. property language). Sugestie Accellery spowodowały dodanie elementów logiki temporalnej LTL do języka. W ten sposób ulepszony Sugar 2.0 został wybrany w kwietniu 2002 jako podstawa dla powstającego nowego standardu. W czerwcu 2004 Accellera zaaprobowała nowy standard, nazwany PSL 1.1, i przekazała go do IEEE w celu dalszej standaryzacji. Prace nad językiem pod auspicjami IEEE postępowały szybko i pierwsza wersja standardu 1850 została zaaprobowana we wrześniu 2005. Prosty podzbiór (ang. simple subset) języka PSL (zawierający tylko elementy LTL które można symulować) został dołączony do najnowszego standardu języka opisu sprzętu VHDL – IEEE Std 1076-2008.

## Opis
PSL pozwala opisywać właściwości układów na wielu poziomach:
- poziom logiki boolowskiej z typowymi funkcjami AND, OR, NOT i.t.p.
- poziom logiki temporalnej, wprowadzający pojęcie czasu i sekwencji zdarzeń
- poziom weryfikacji, pozwalający na kontrolowanie wymuszeń podczas symulacji (dyrektywa assume), sygnalizację błędów (dyrektywa assert) i testowanie pokrycia (dyrektywa cover)
- poziom modelowania, umożliwiający opis zachowania wejść, sygnałów i zmiennych (głównie na potrzeby narzędzi weryfikacji formalnej)

W celu ułatwienia współpracy z symulatorami i narzędziami używającymi innych języków, PSL występuje w różnych wariantach (ang. flavors) zbliżonych składniowo do VHDL-a, Veriloga, SystemVeriloga, czy też SystemC. Na przykład w wariancie VHDLowym jest możliwe używanie operatora logicznego ‘and’, a w wariancie Verilogowym – operatora '&&'.
Proste wyrażenia logiczne w PSL-u (podobnie jak i w innych językach) pozwalają opisać stan ustalony układu. Sekwencje opisują zmiany zachodzące w układzie (np. przejście automatu ze stanu A do stanu B), więc mogą być w uproszczeniu traktowane jako wyrażenia logiczne z dodanym wymiarem czasu. Kombinacje wyrażeń logicznych i sekwencji tworzone przy użyciu operatorów temporalnych są nazywane właściwościami (ang. properties). Zarówno sekwencje, jak i właściwości mogą być w PSL-u zdefiniowane jako samodzielne obiekty z unikalną nazwą i zestawem parametrów.
Dyrektywy języka PSL używają właściwości zdefiniowane dla danego układu w procesie jego weryfikacji. Właściwości, które powinny być zawsze prawdziwe (asercje), są weryfikowane przy użyciu dyrektywy assert produkującej komunikaty błędu w przypadku niespełnienia właściwości. Właściwości opisujące pożądane wymuszenia dla danego układu są weryfikowane przy użyciu dyrektywy assume (ta dyrektywa jest dostępna podczas weryfikacji formalnej). W celu sprawdzenia czy dana właściwość była kiedykolwiek sprawdzana przez narzędzie weryfikacji można użyć dyrektywy cover; w tym przypadku brak jakichkolwiek komunikatów oznacza negatywny wynik testu pokrycia i sugeruje zmiany w procesie weryfikacji.
Jednym z charakterystycznych elementów PSL są SERE (ang. Sequential Extended Regular Expressions = rozszerzone sekwencyjne wyrażenia regularne), obejmujące proste wyrażenia logiczne, sekwencje, i ich kombinacje z użyciem operatorów logicznych i temporalnych. SERE w PSL-u są zapisywane w nawiasach klamrowych. Przykładem SERE może być {A;B[*3];C}, które oznacza w języku potocznym: sygnał A jest aktywny przez jeden cykl, następnie sygnał B jest aktywny przez 3 cykle, po czym sygnał C jest aktywny przez jeden cykl.
SERE często wymagają zdefiniowania sygnału taktującego (zegara), którego aktywne zbocze określa moment pobrania wartości sygnałów występujących w SERE. Zegar może być zdefiniowany jako sygnał globalny, domyślny dla wszystkich wyrażeń, albo oddzielnie dla każdego wyrażenia. Przykładowe SERE użyte w poprzednim paragrafie można rozbudować do {A;B[*3];C}@rose(CLK), gdzie rose(CLK) oznacza że wyrażenie jest taktowane rosnącym zboczem sygnału CLK.